# Biserica reformată din Filpișu Mare

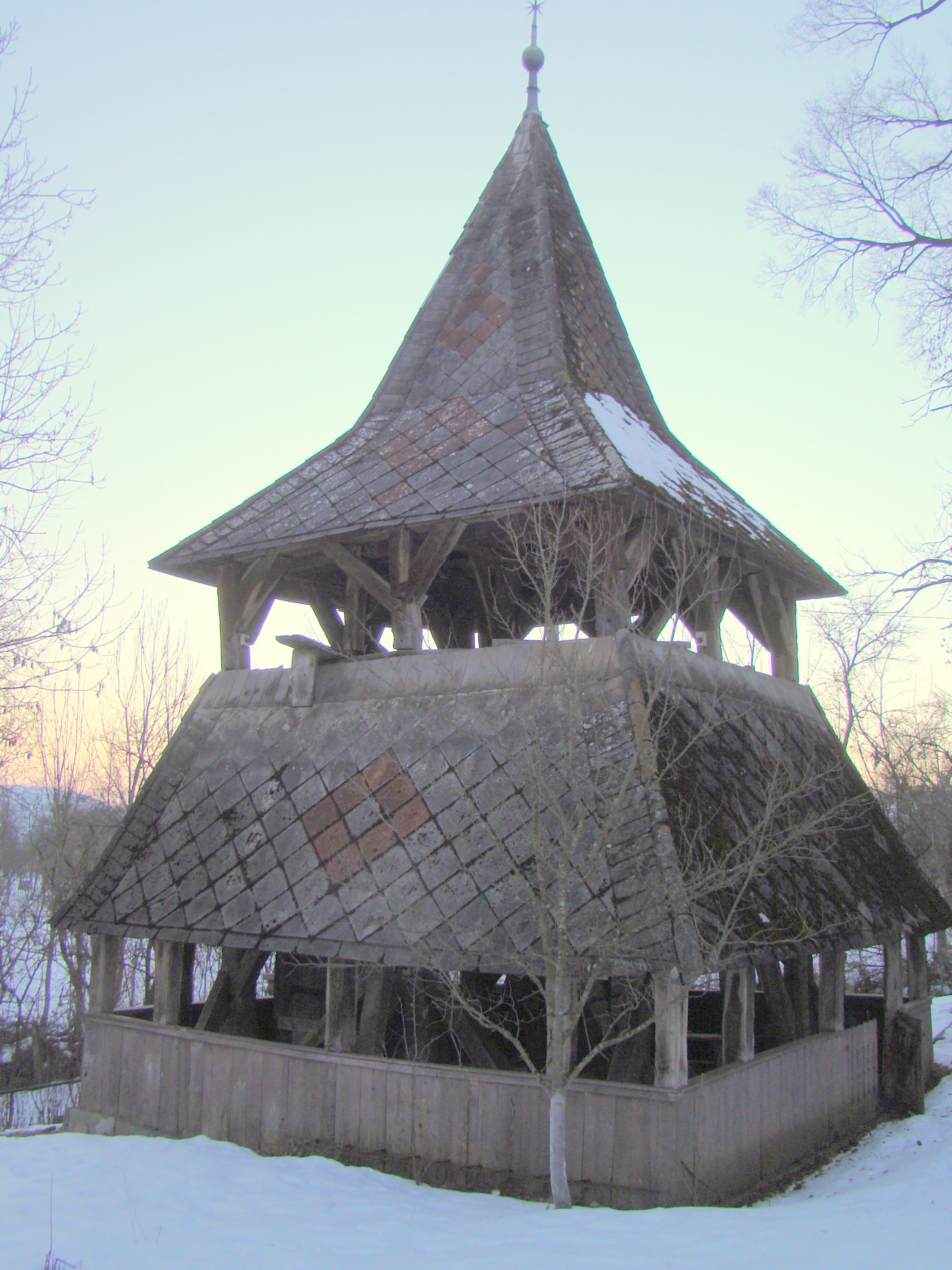
Clopotniţa de lemn (secolul XVIII)

Biserica reformată din Filpișu Mare este un ansamblu de monumente istorice aflat pe teritoriul satului Filpișu Mare, comuna Breaza.

Ansamblul este format din două monumente:
- Biserica reformată (cod LMI MS-II-m-A-15673.01)
- Turn-clopotniță din lemn (cod LMI MS-II-m-A-15673.02)

## Localitatea
Filpișu Mare este un sat în comuna Breaza din județul Mureș, Transilvania, România. Menționat pentru prima oară în 1319, cu denumirea de Nagfilpus.

## Biserica
Biserica se află în partea de vest a satului și a fost construită în a doua jumătate a secolului al XV-lea. Satul avea o biserică parohială în 1332, preotul său Pál (sacerdos de Philpus, Maiori Philpus) plătea 15 denari conform listei dijmelor papale. Biserica de astăzi, cu elementele sale gotice, este posibil să fi fost construită pe fundațiile bisericii anterioare. Nava de 6,5x10 m avea ferestrele mici, ele au fost lărgite în 1879, ramele lor sculptate în piatră și șipcile fiind îndepărtate.
Tezaurul principal al bisericii a fost tavanul casetat din secolul al XVII-lea (1642), cu motive variate și pline de gust, care până în 1913 decora naosul micii biserici.  Biserica a fost grav avariată de o puternică tornadă în mai 1913, când piesele recuperate ale tavanului au fost vândute Muzeului de Arte Aplicate din Budapesta.
Alăturat, la sud de biserică, se află o clopotniță de lemn, monument istoric, de 9,5 metri înălțime, în care se află două clopote. Clopotnița, datând din secolul XVIII, a fost reparată în anul 1948, conform inscripției de pe una dintre grinzi: „A HARANGLAB JAV 1948 SZILAGYI JÓZSEF: KELEMEN JA- / LELK SZABÓ LÕRINC GONDN. NOS: IFJÚ SZILÁGYI JÓZSEF / BARABÁSI DOMOKOS: V BARABASI / ÁRPÁD CSEGEDI ÁRPÁD … BÉLA / 1948 URAM SEGÉLJ!”

## Imagini din exterior

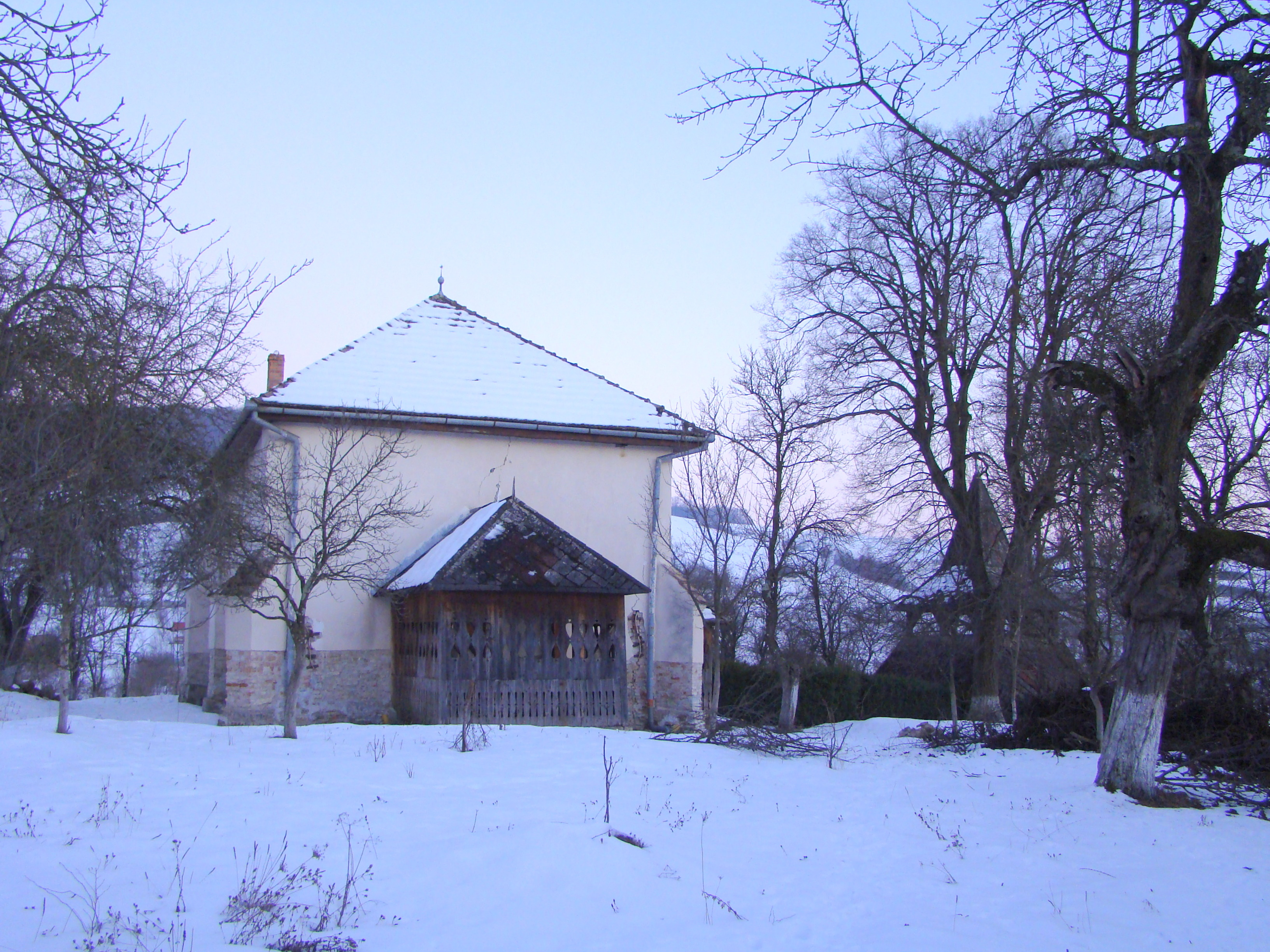
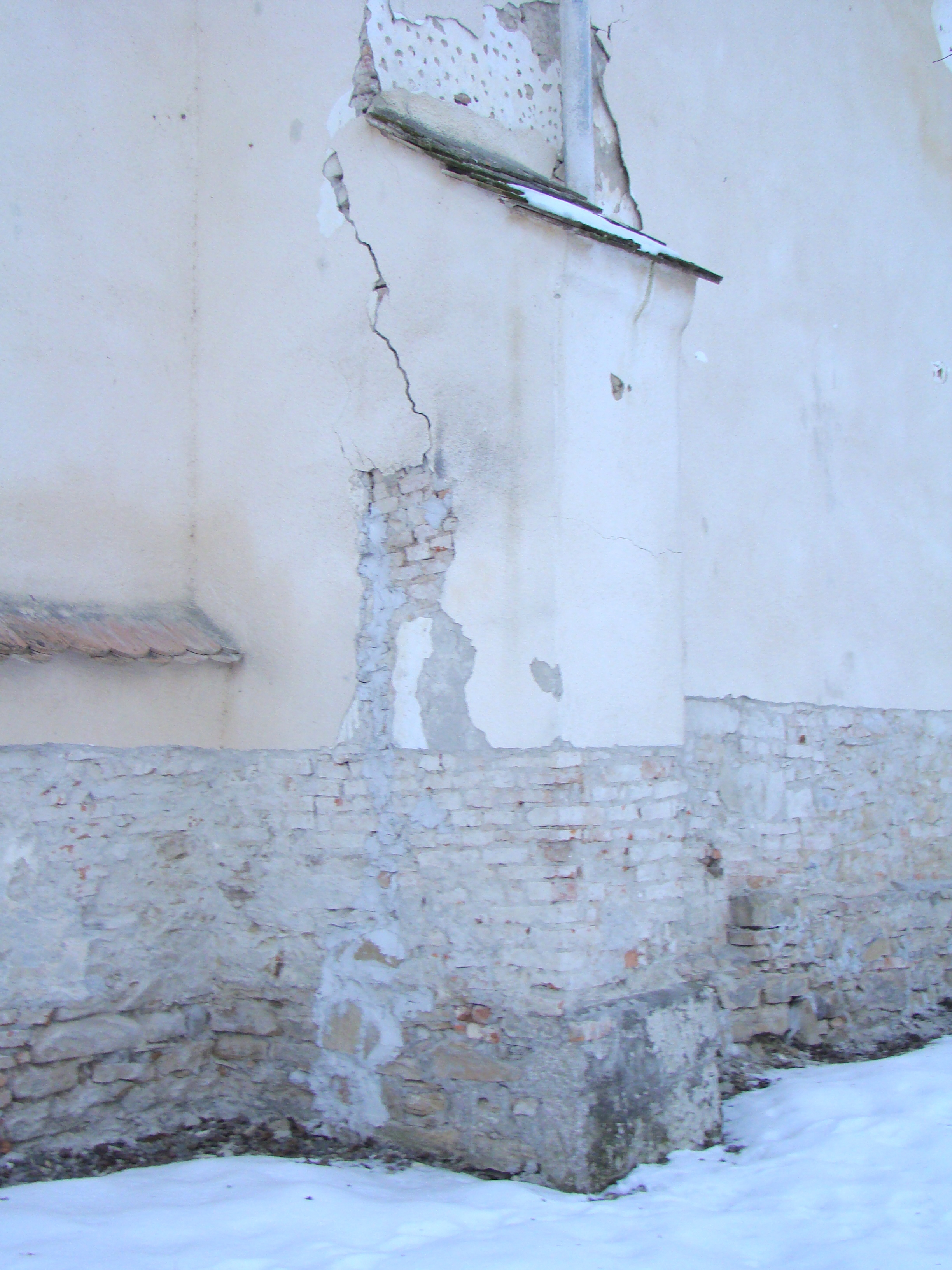
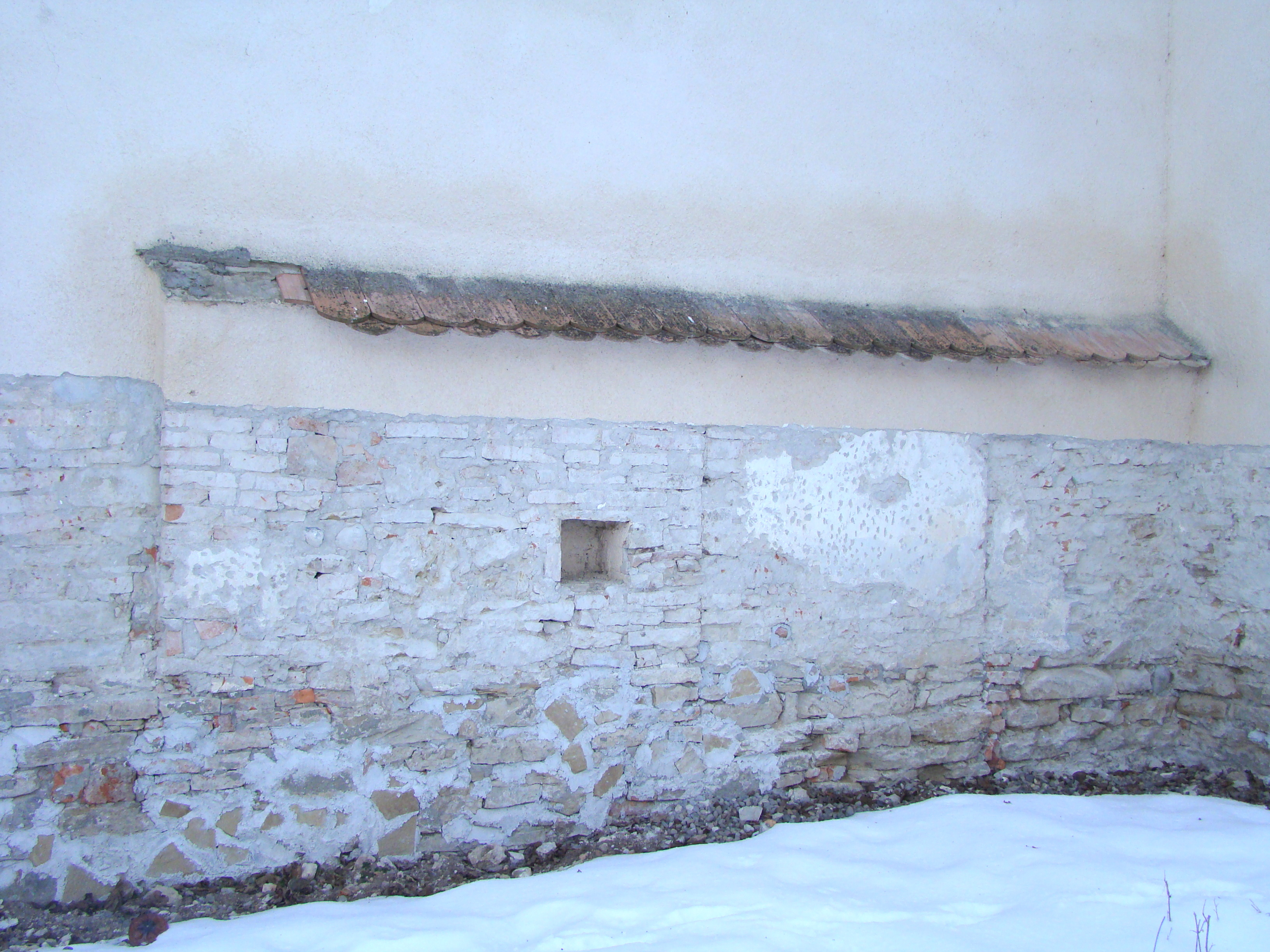
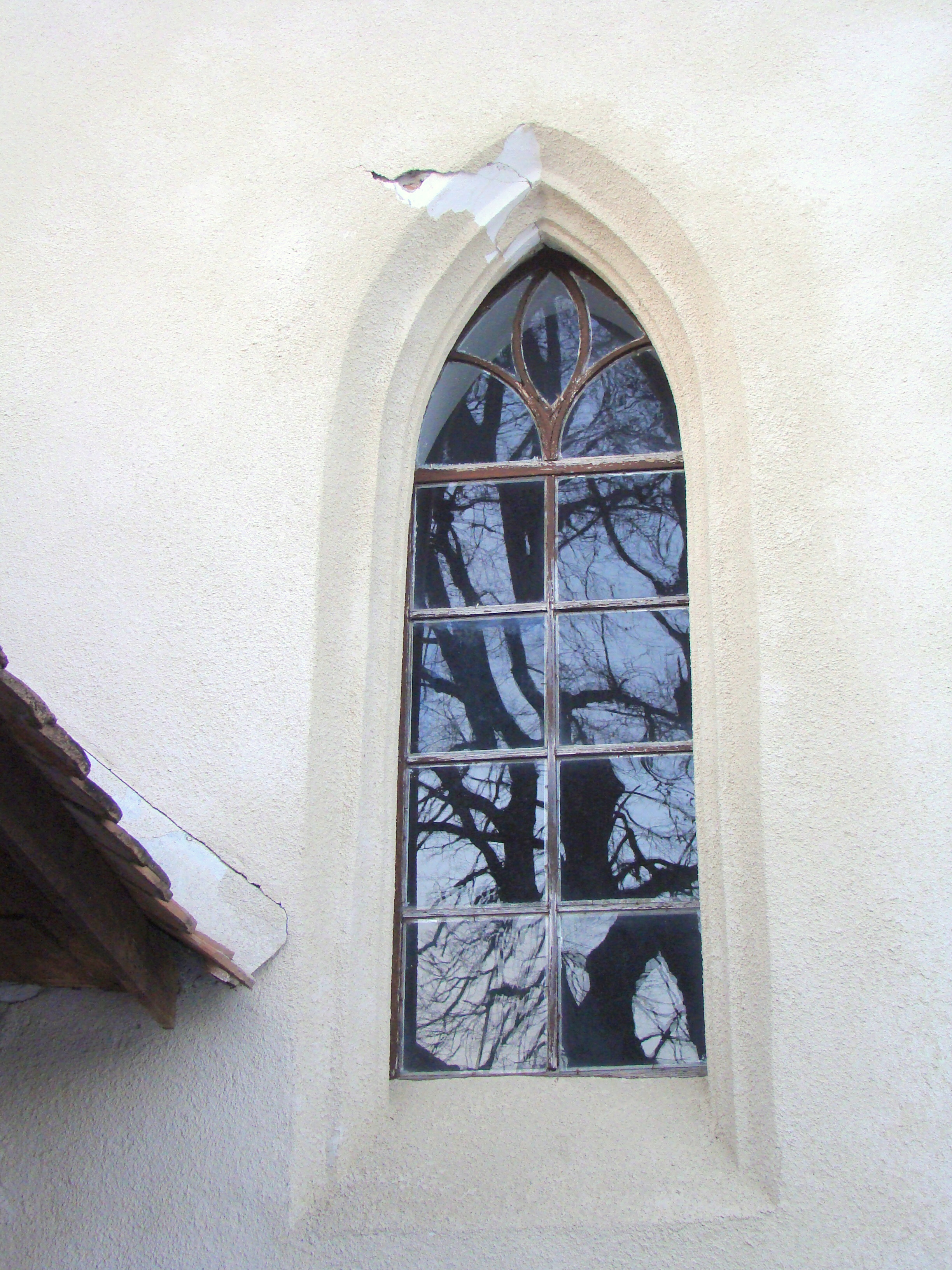
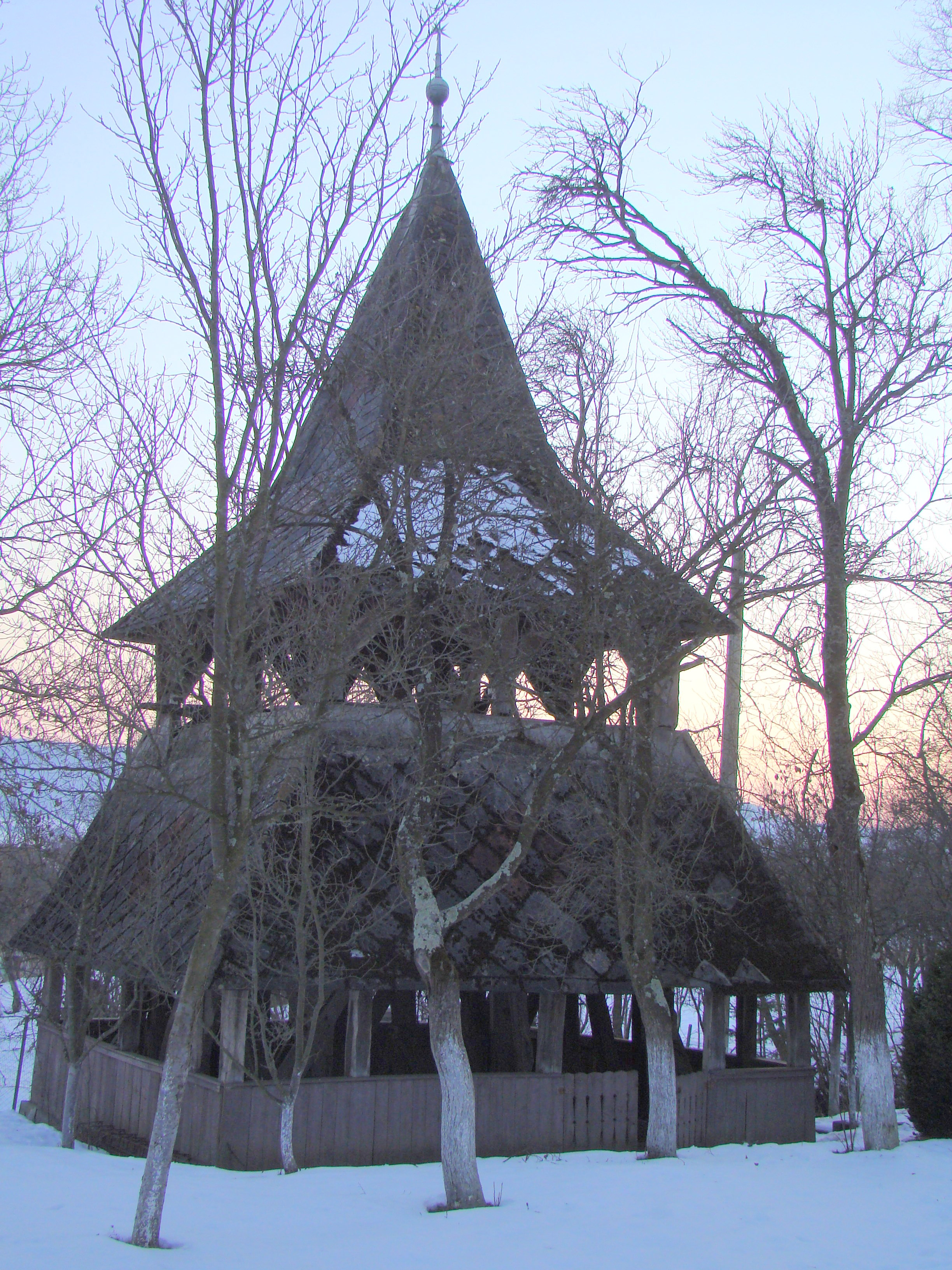
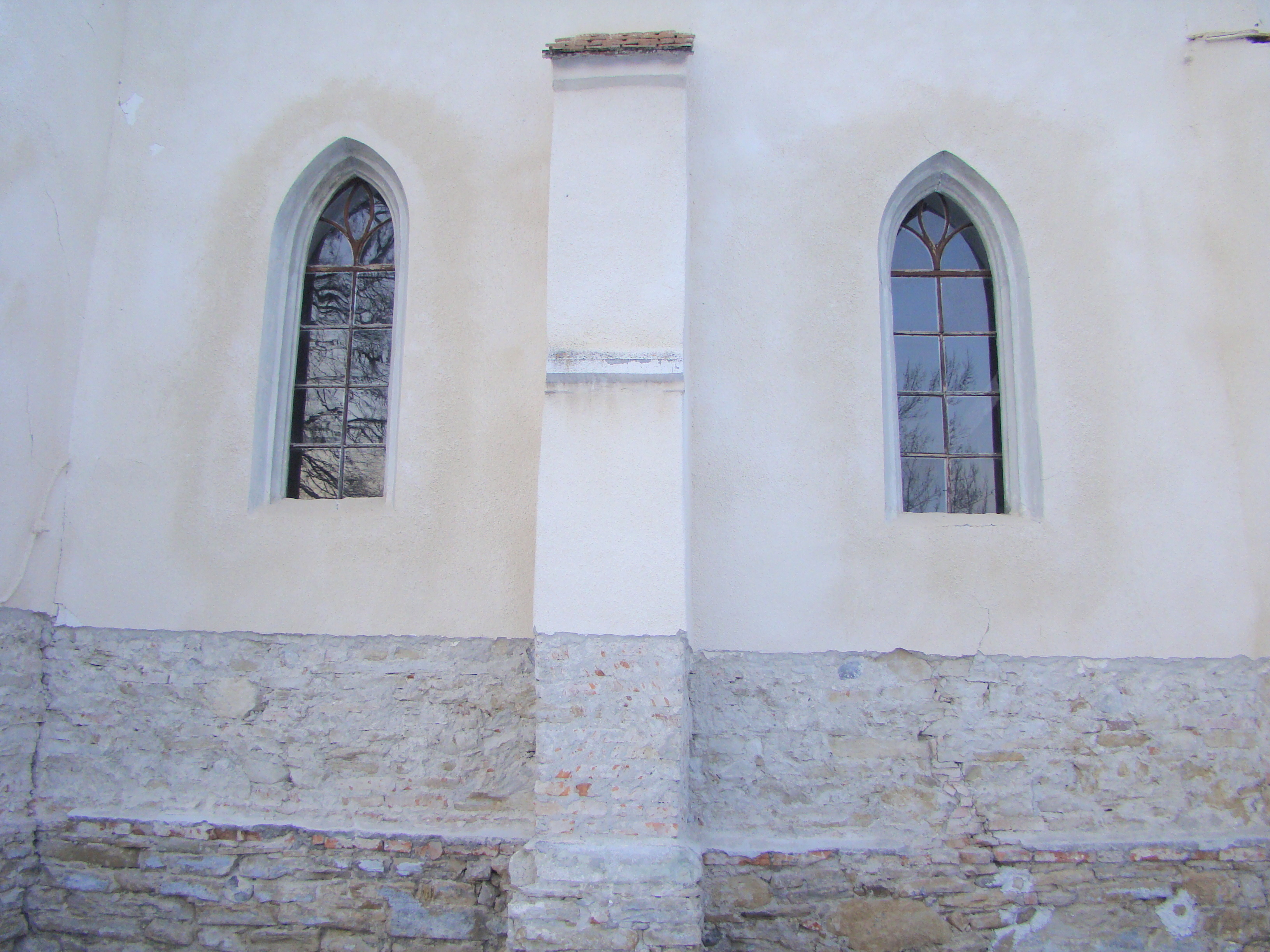
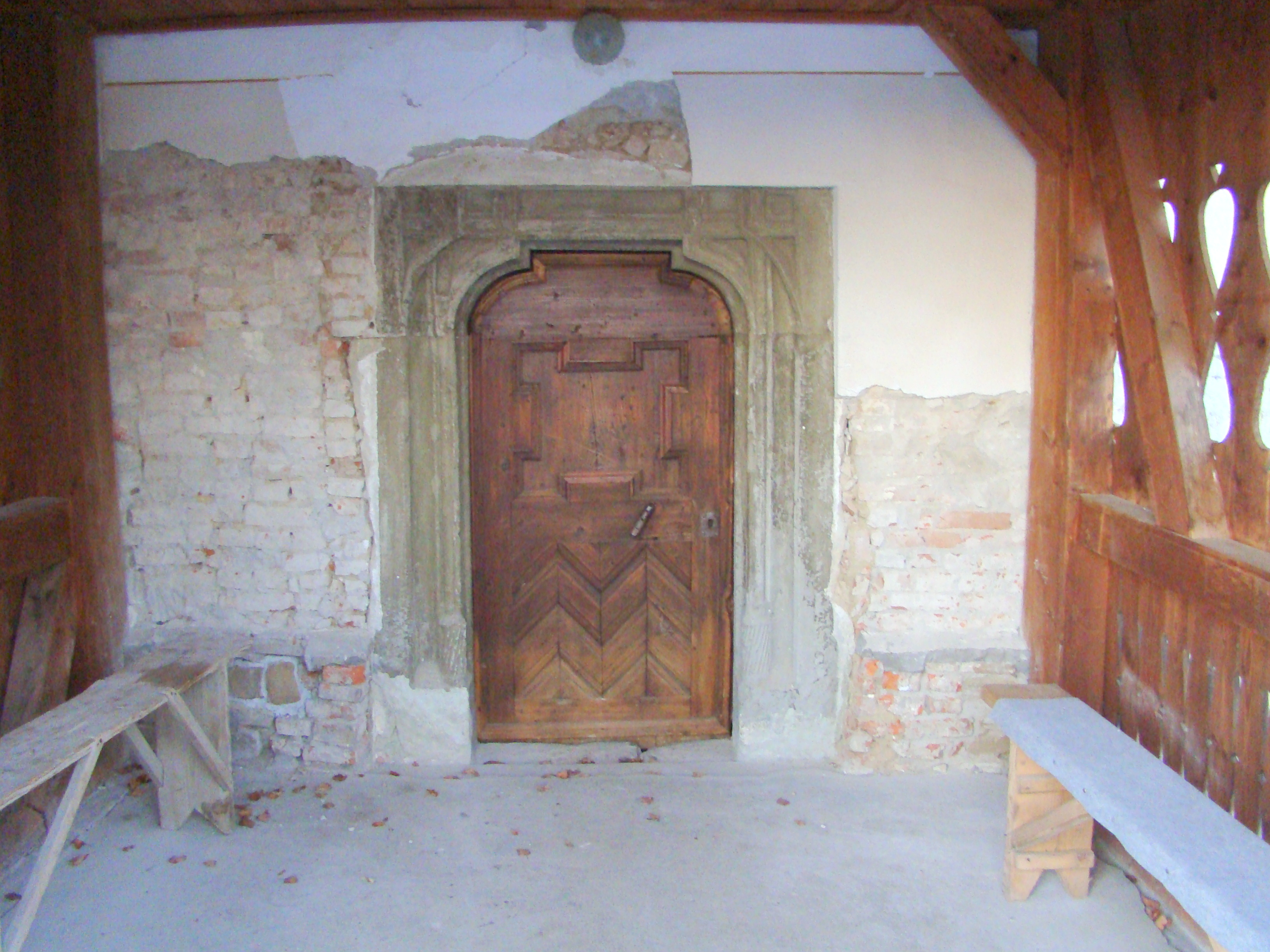
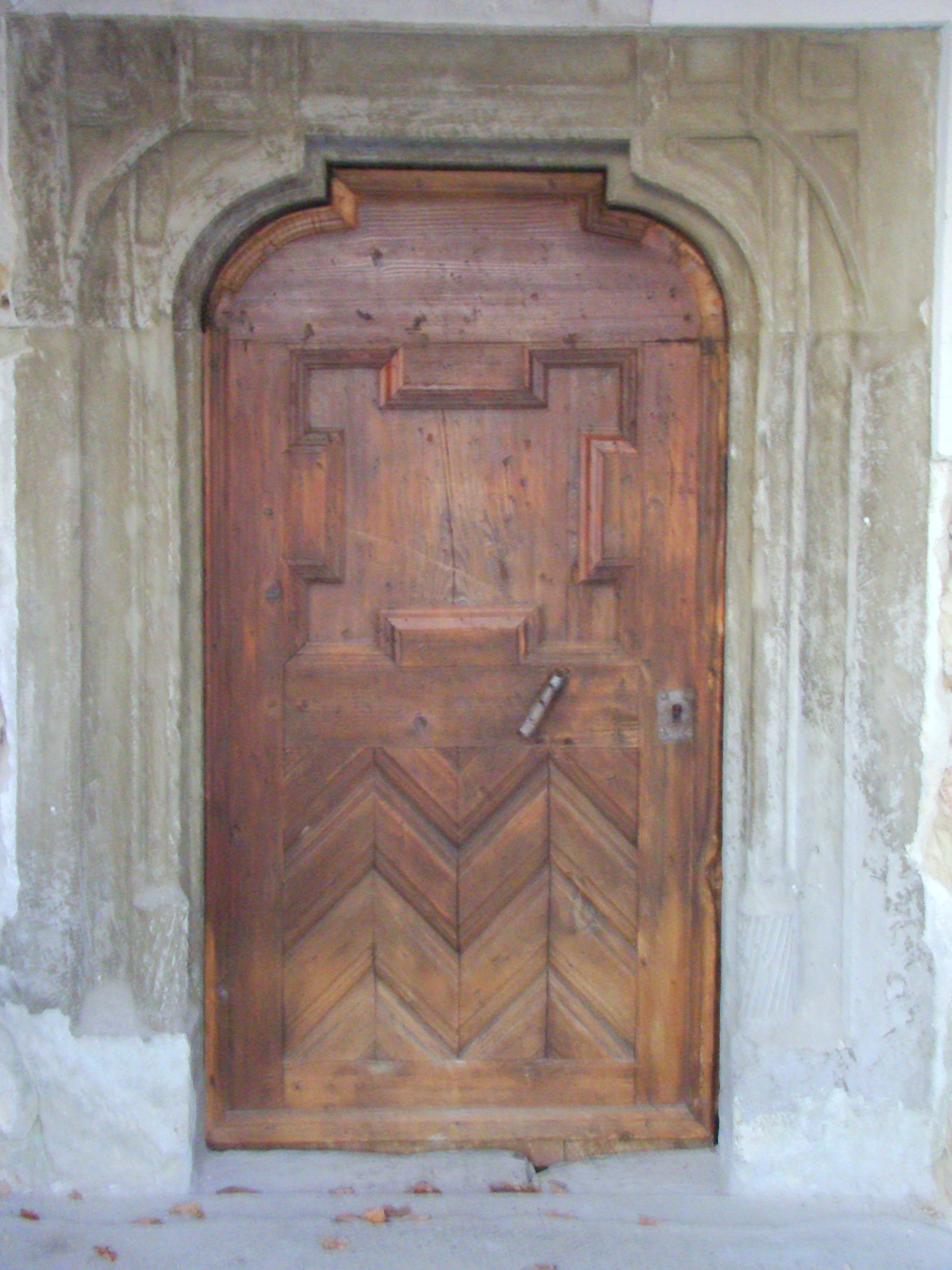
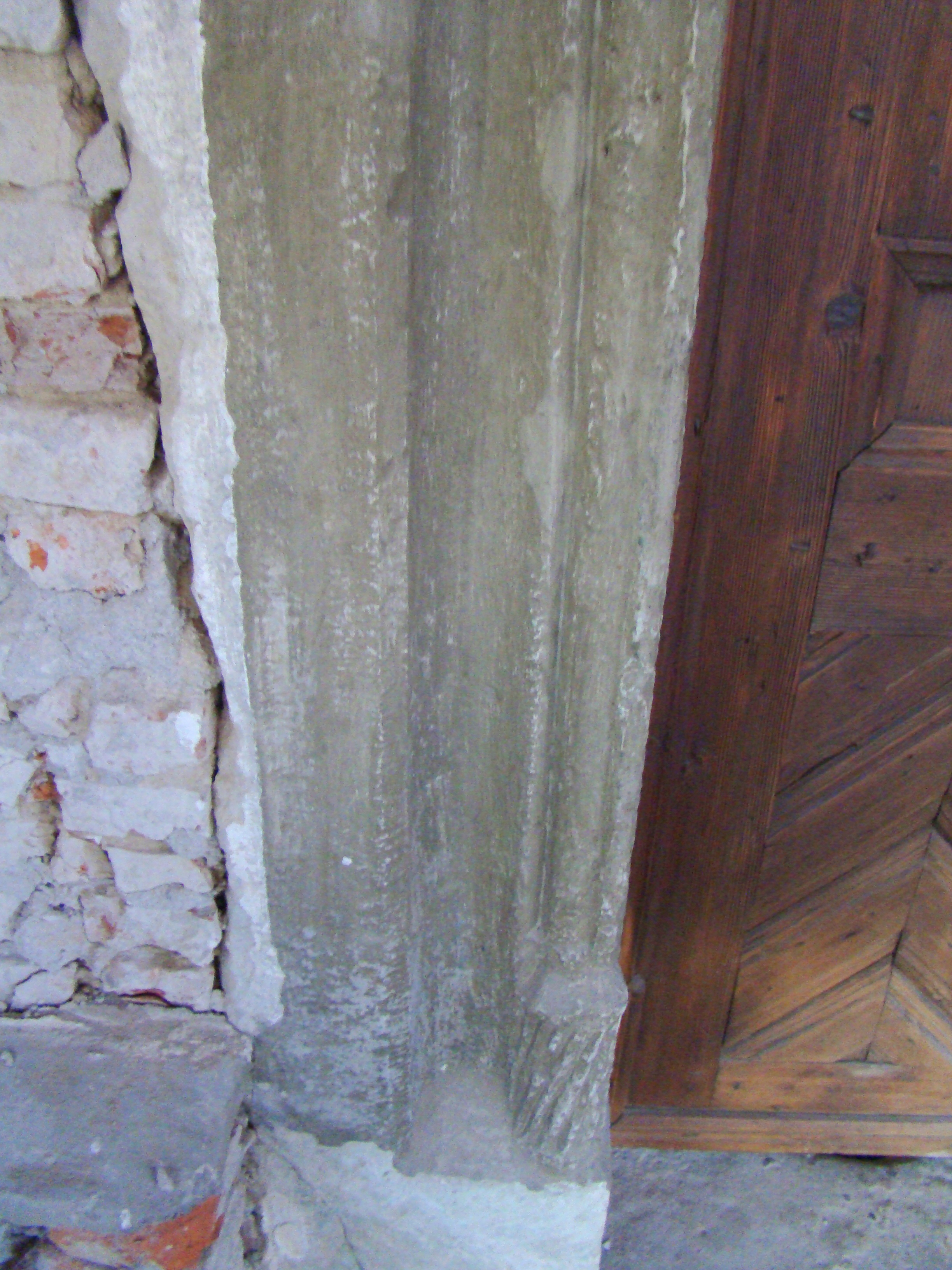
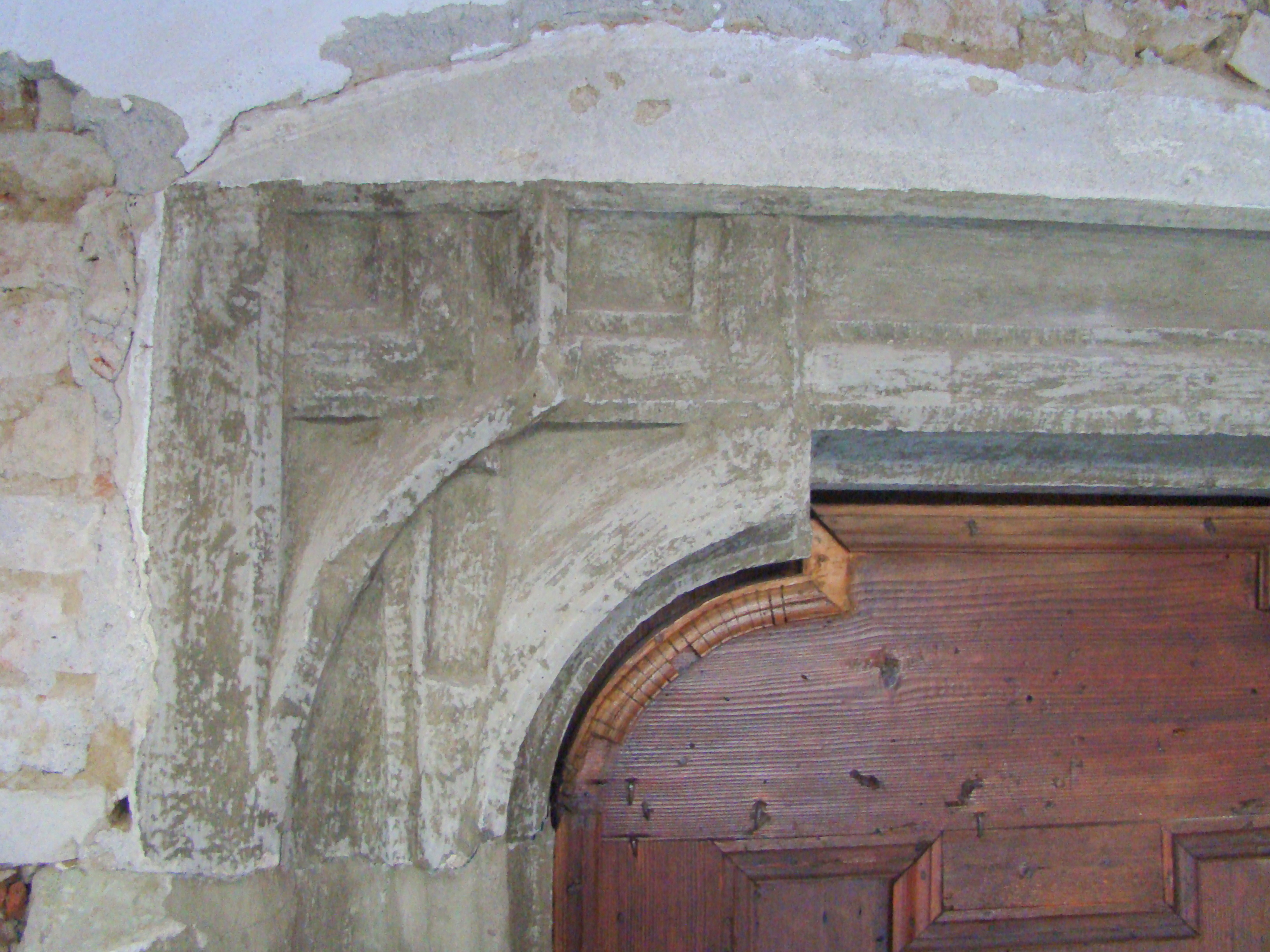
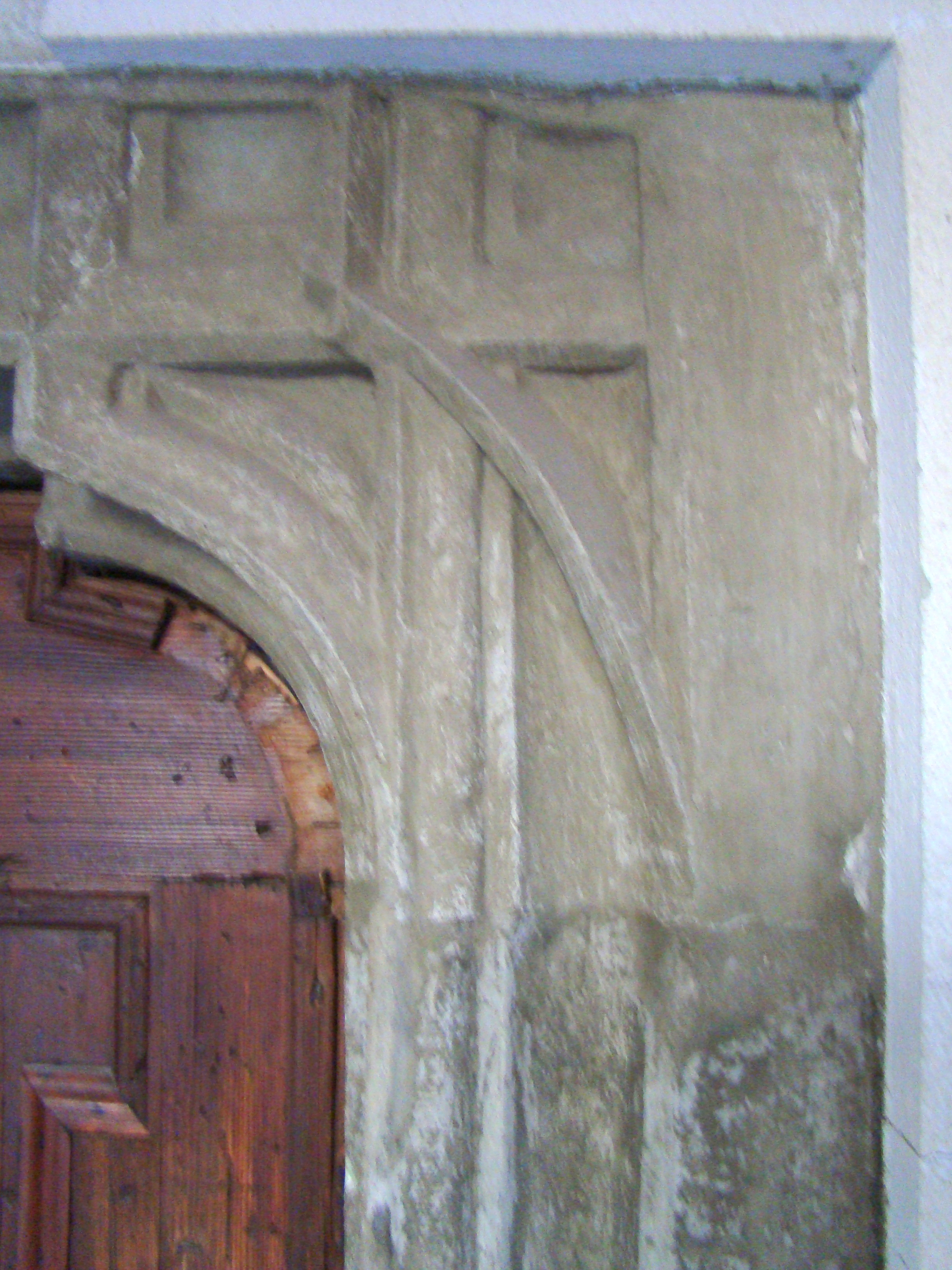
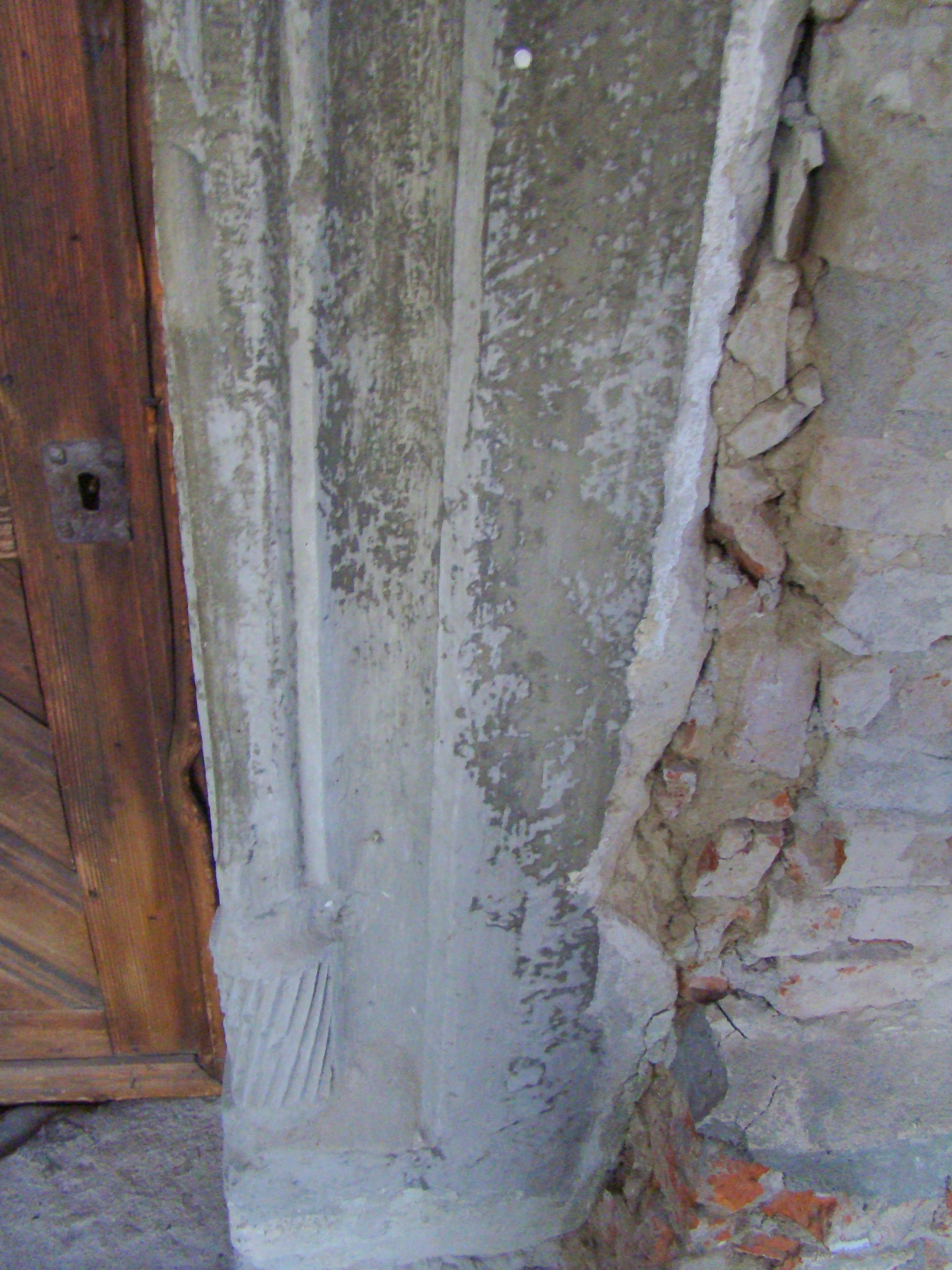
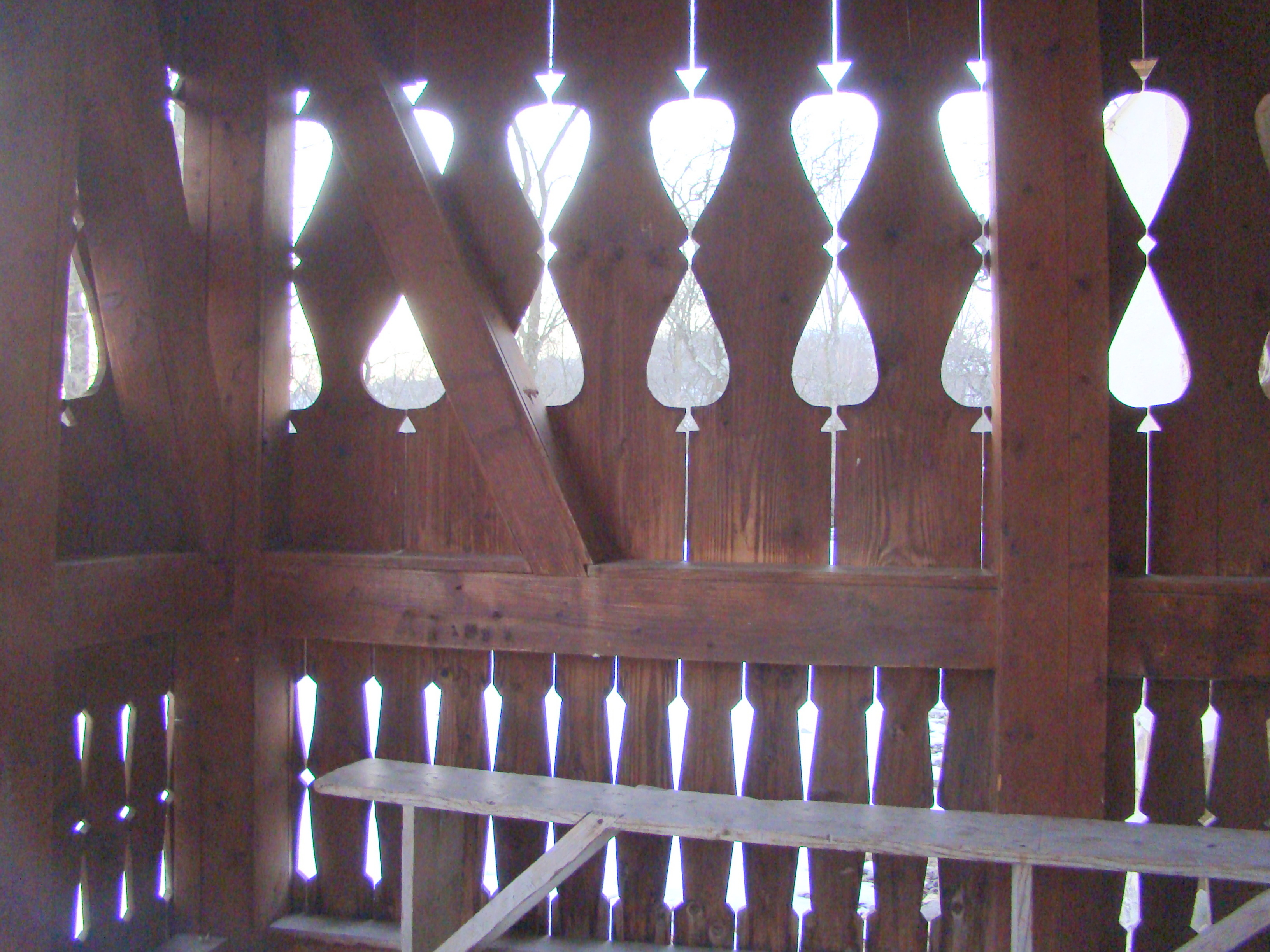
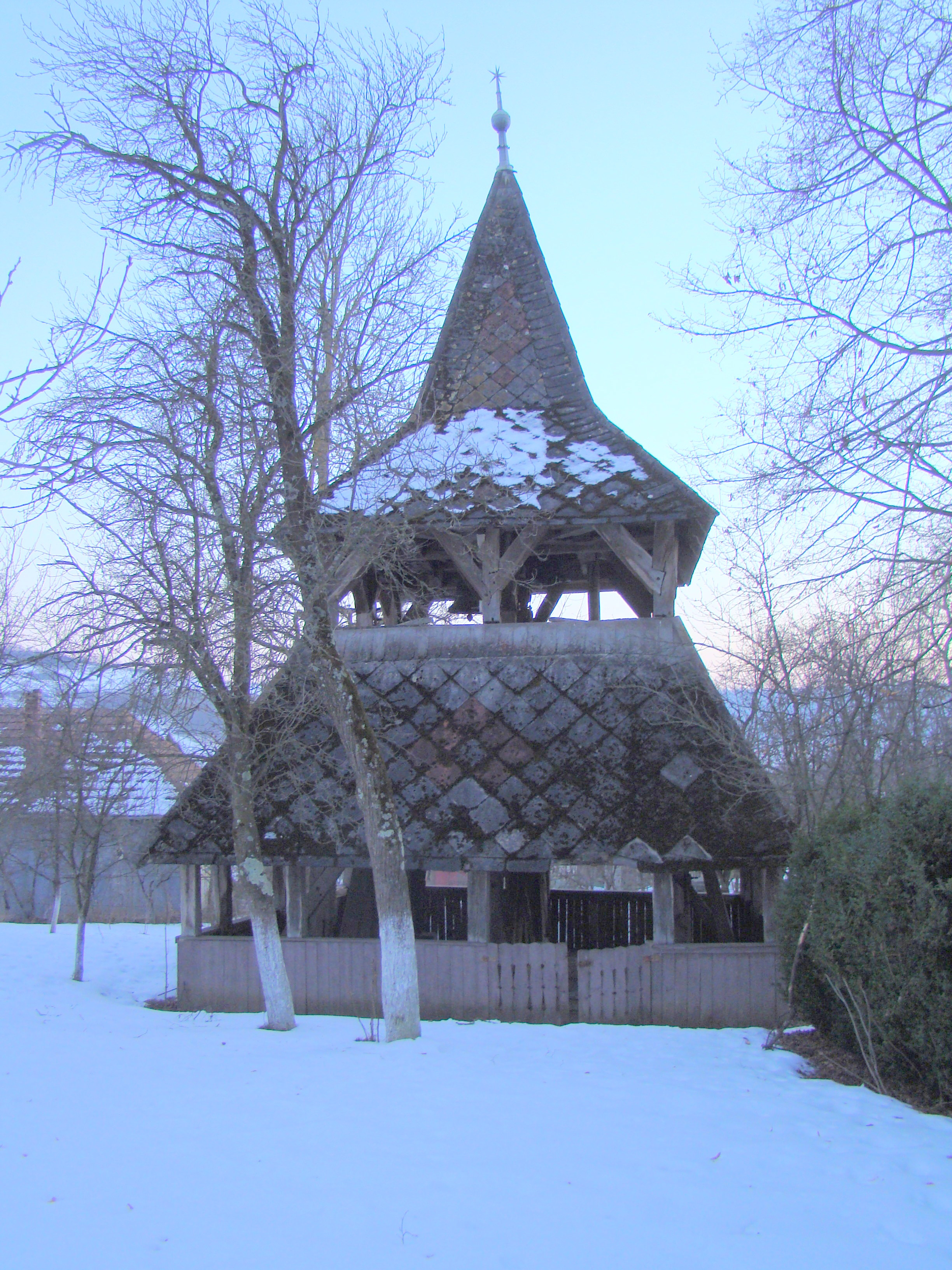
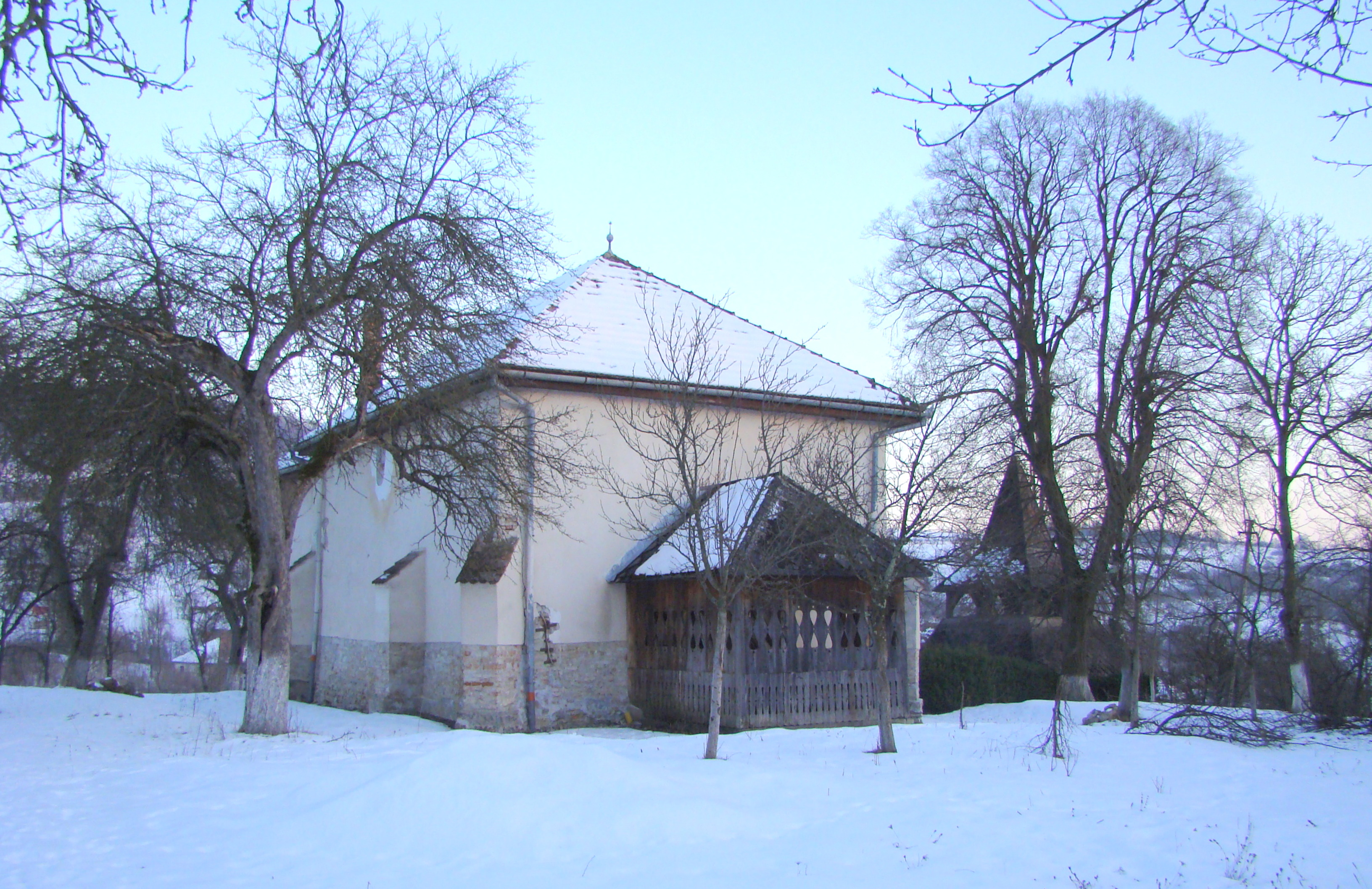
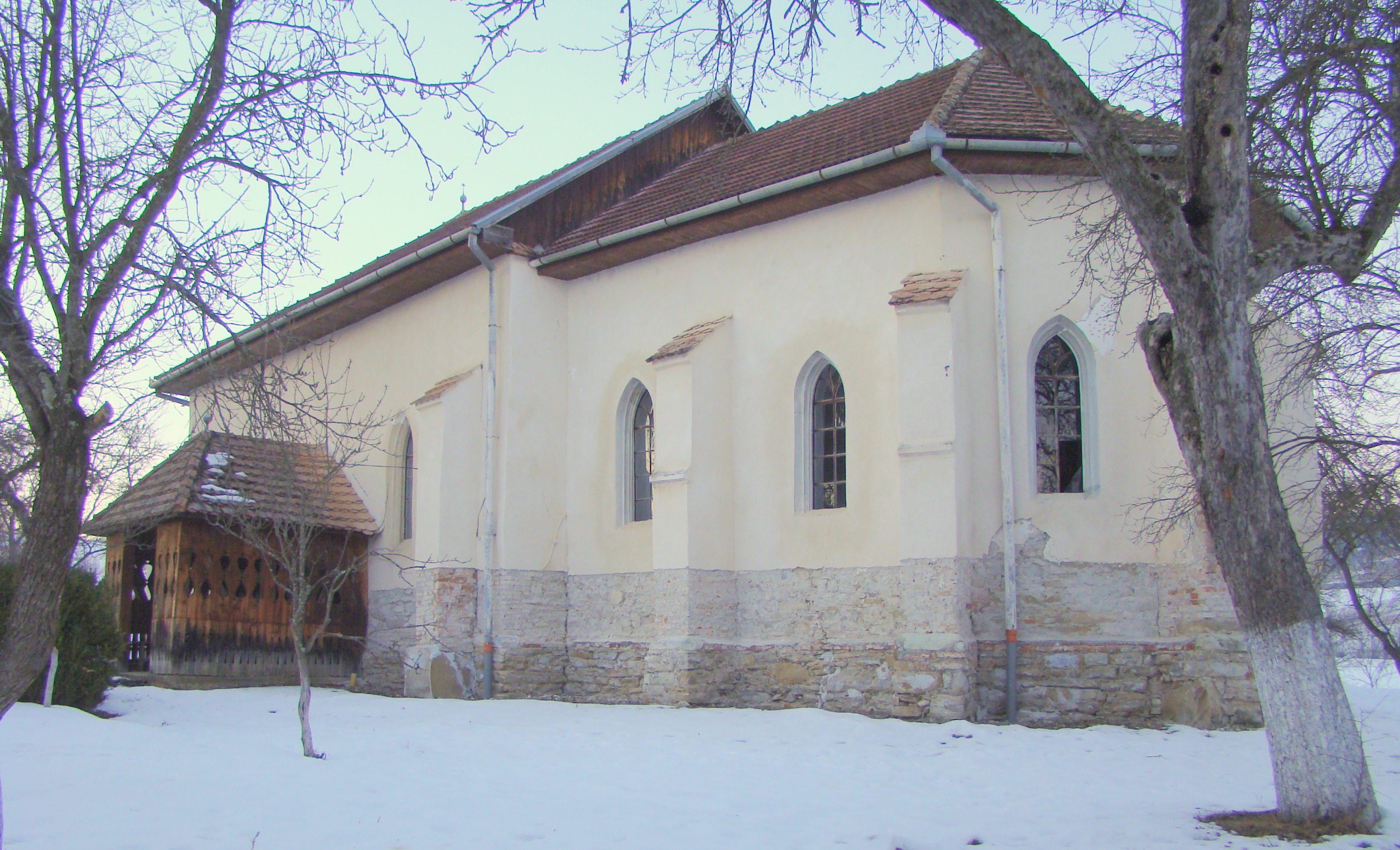
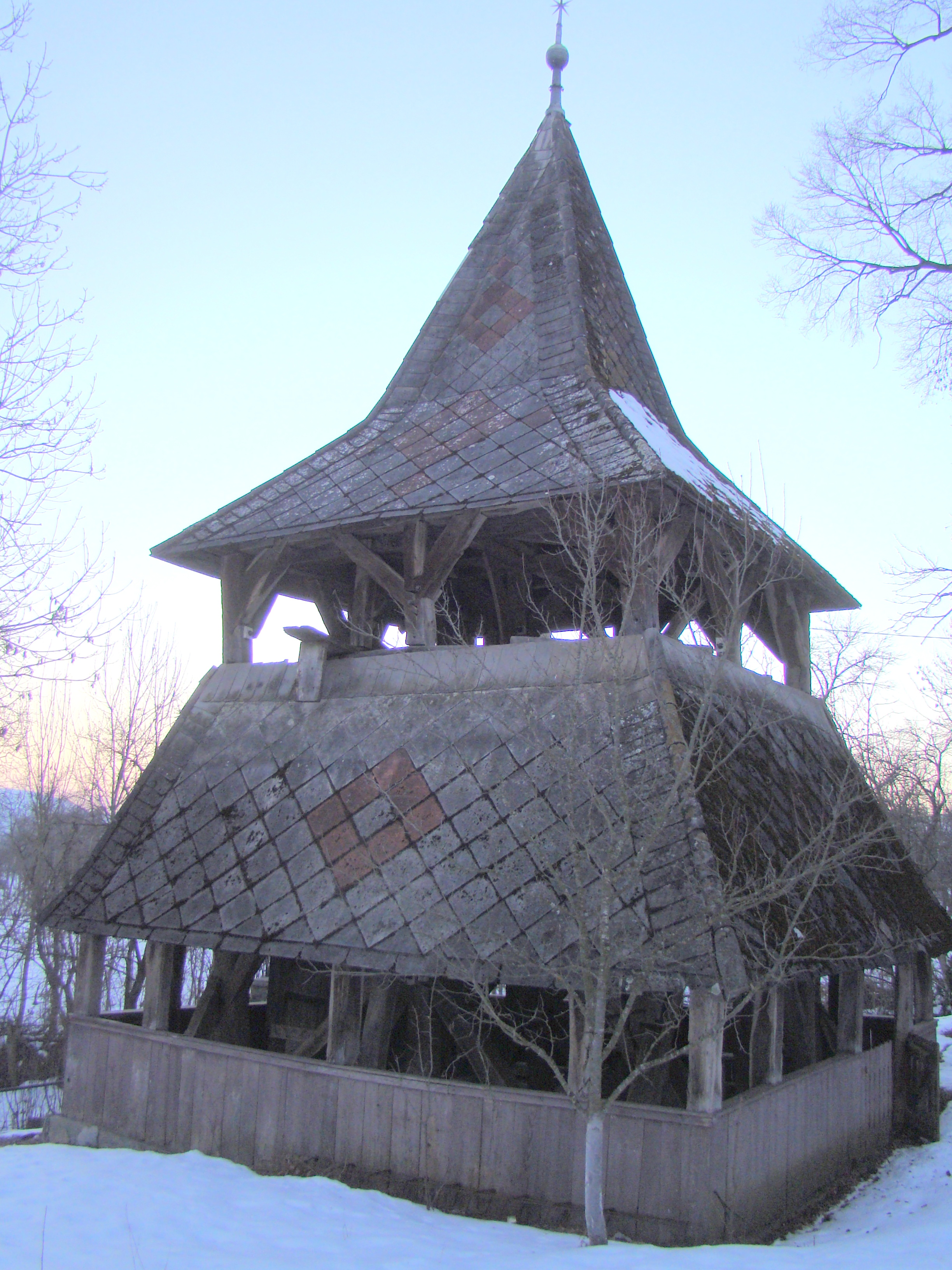
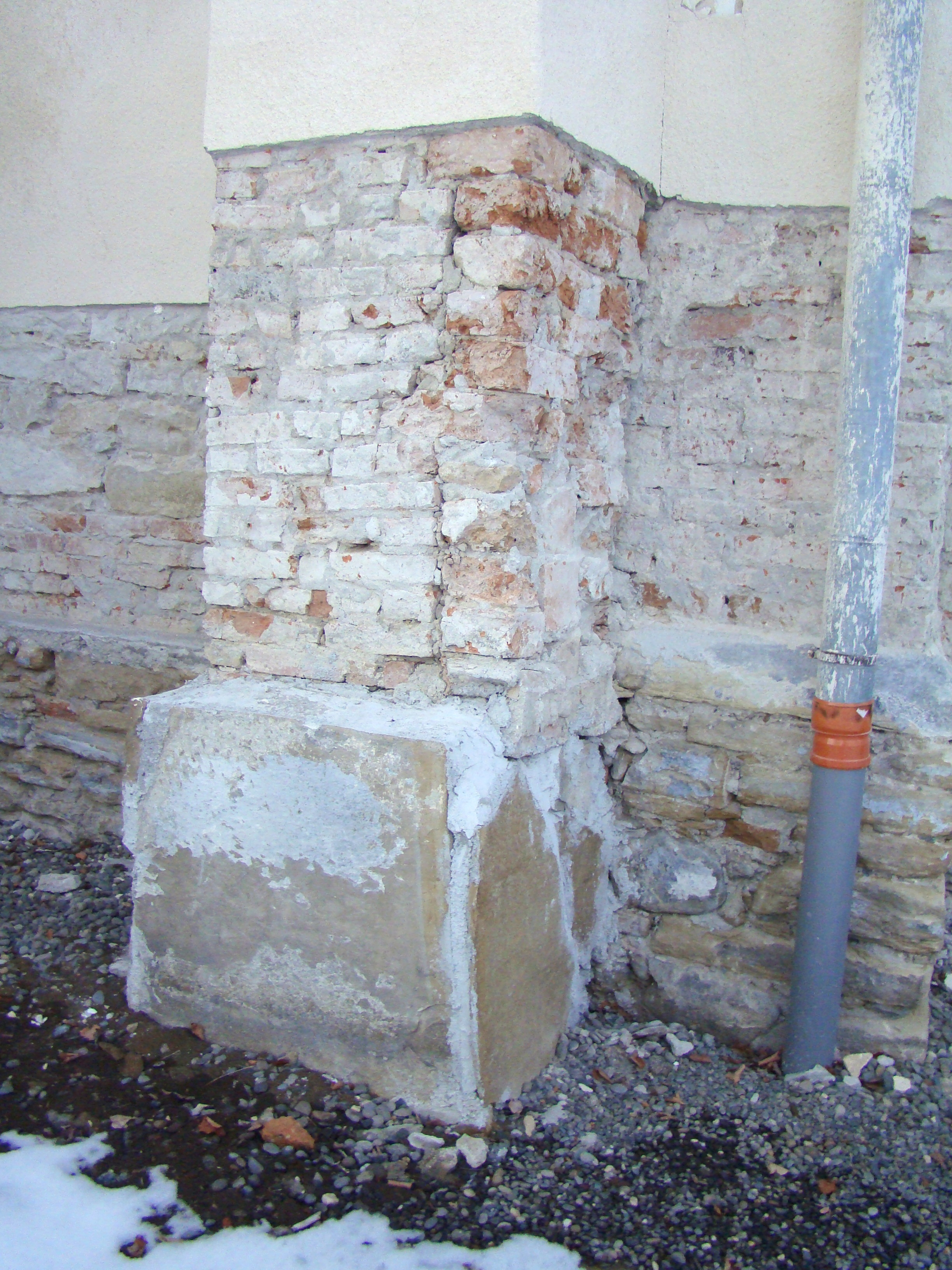
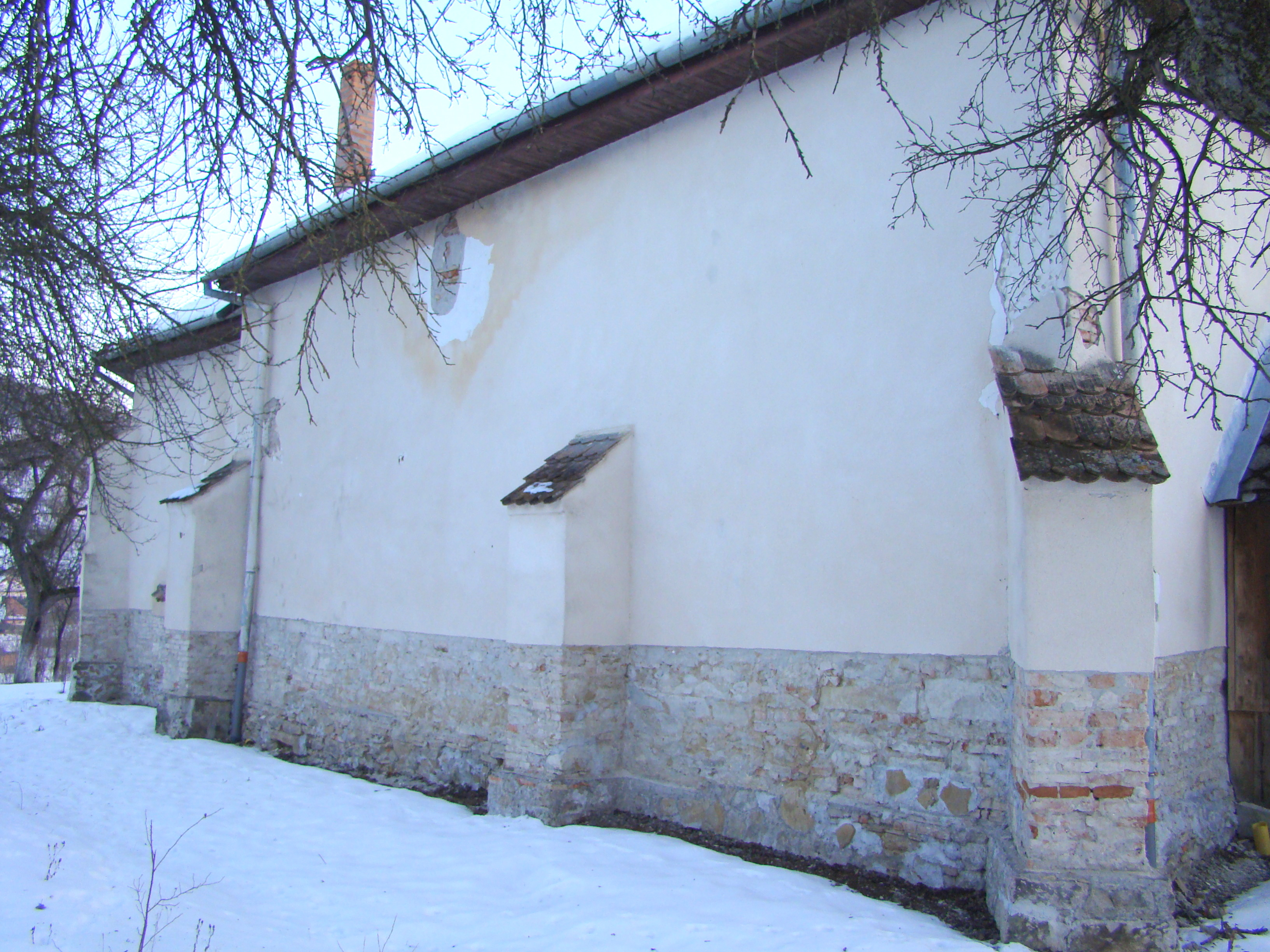
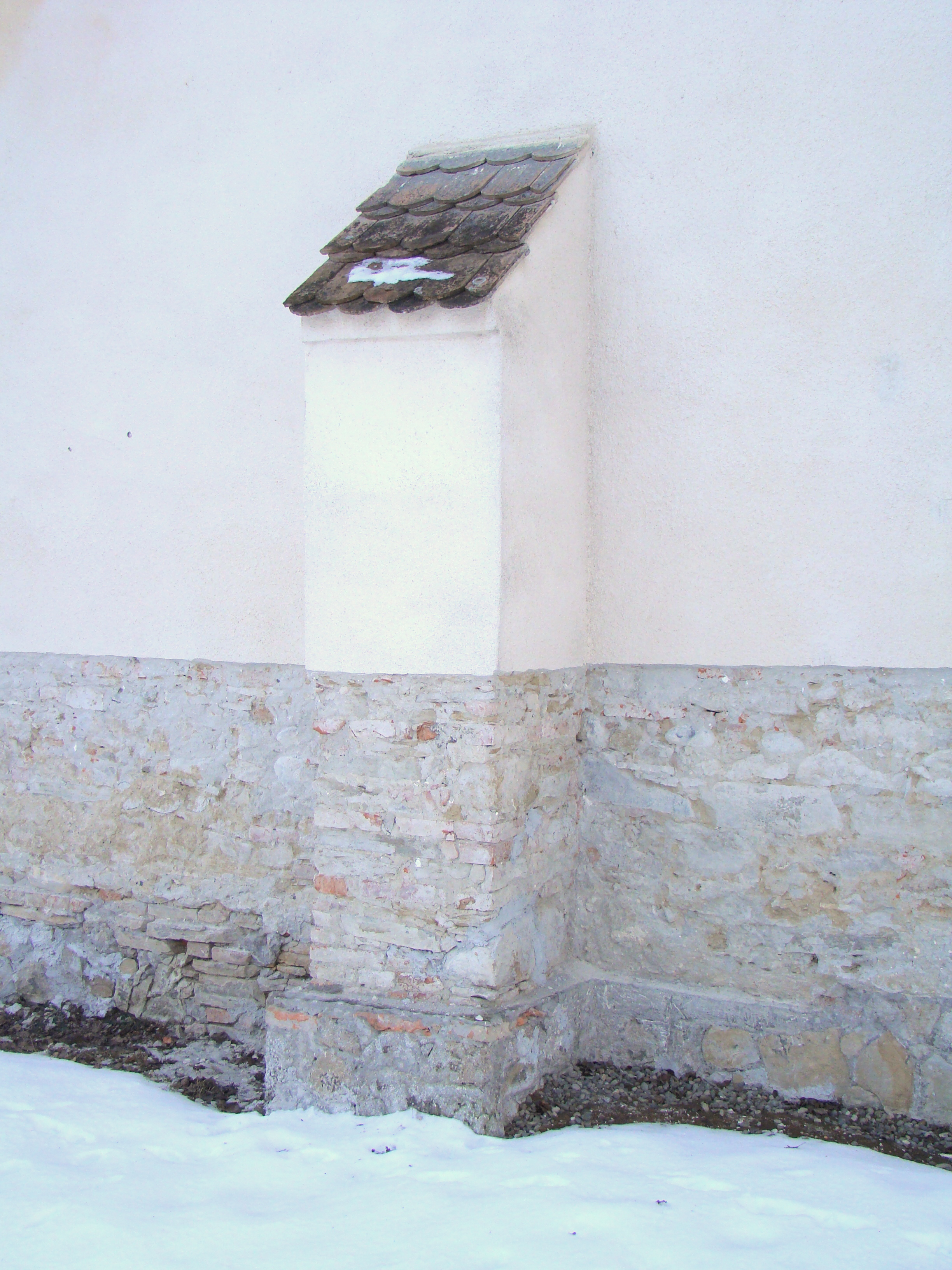
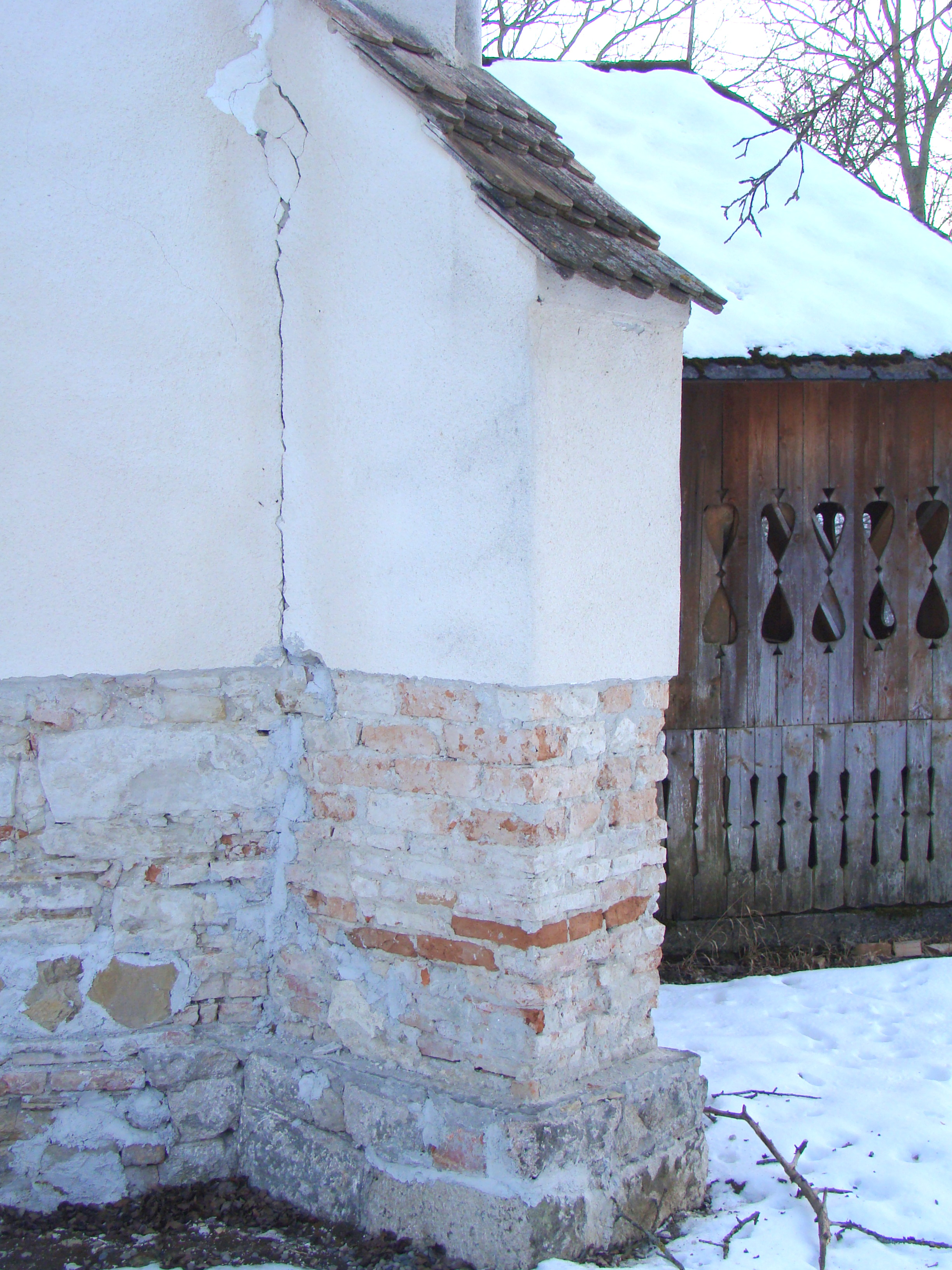
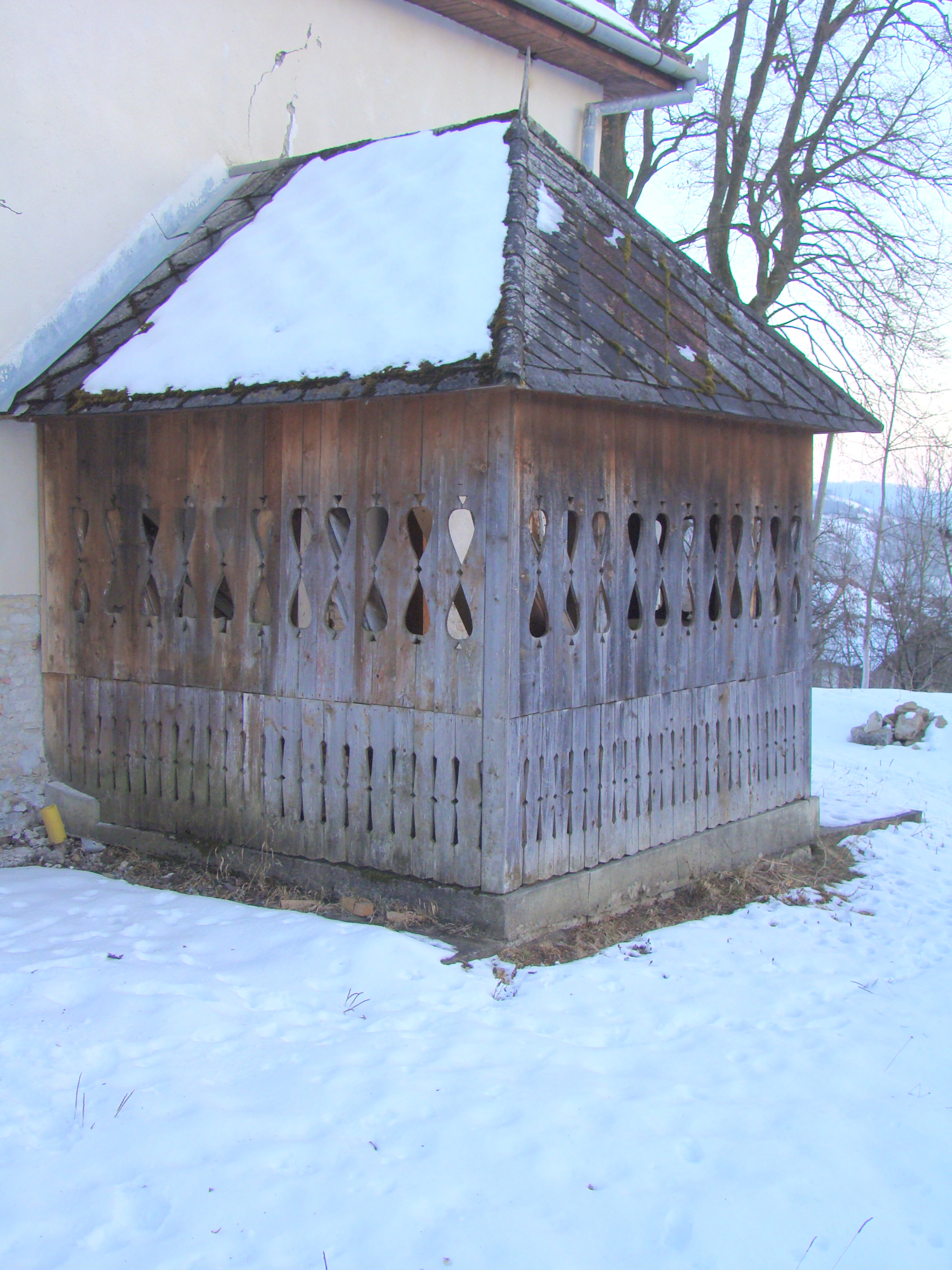
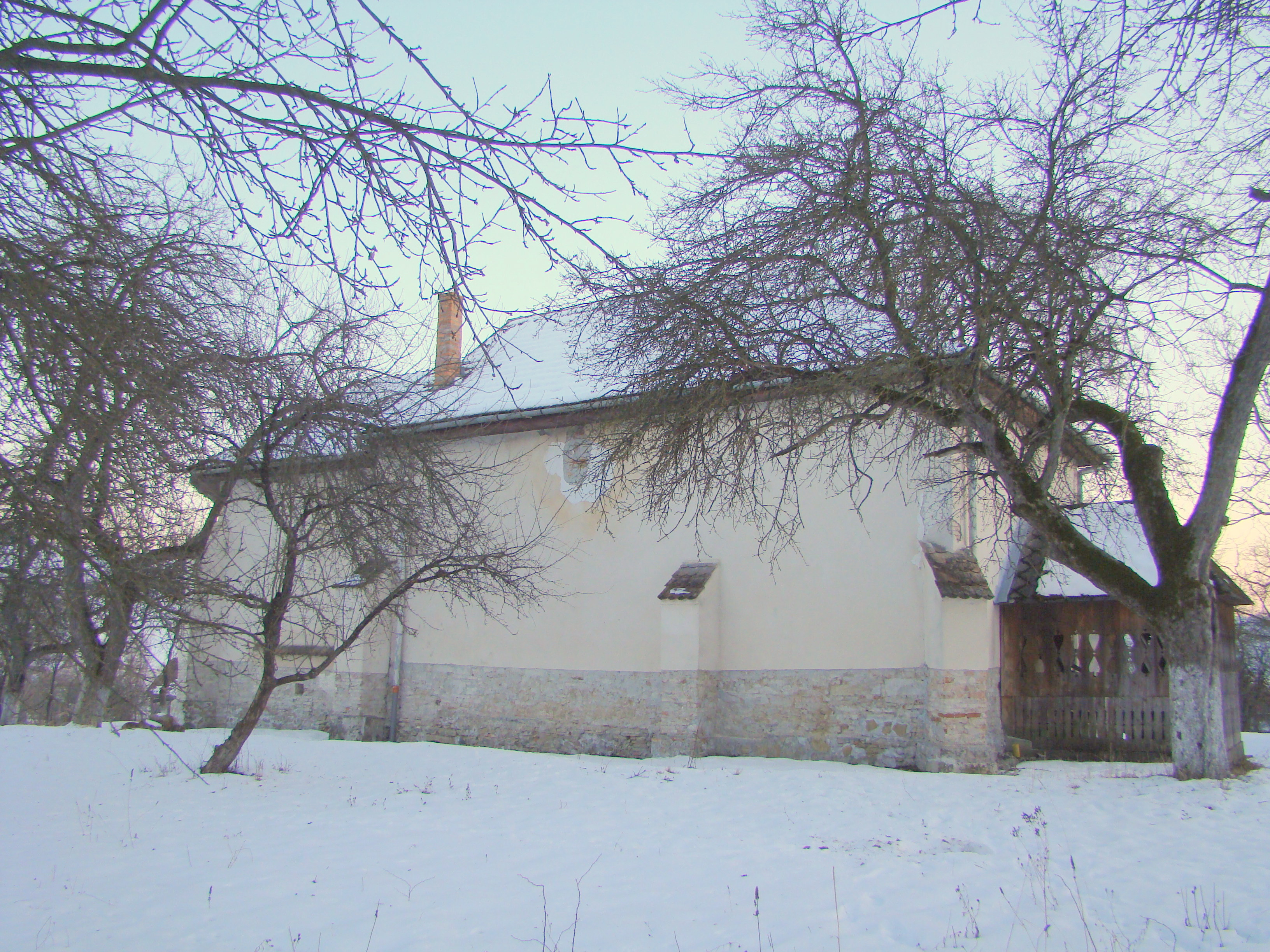
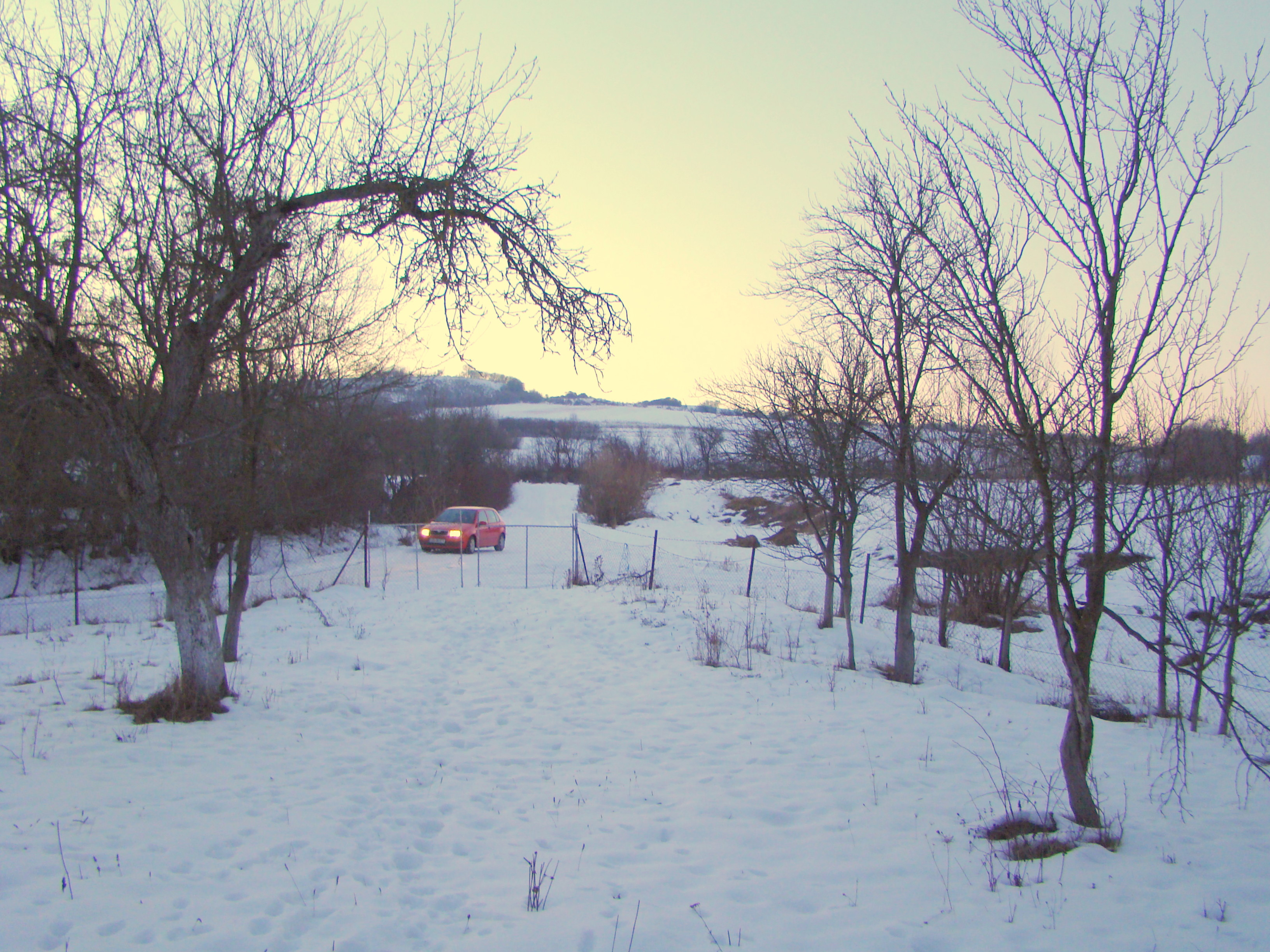

## Vezi și
- Filpișu Mare, Mureș